# Киливани (Сасари)
Киливани је насеље у Италији у округу Сасари, региону Сардинија.
Према процени из 2011. у насељу је живело 294 становника. Насеље се налази на надморској висини од 226 м.